# Mohamed Ennacer Latrèche
Ne doit pas être confondu avec Mohamed Ennaceur ou Mohamed Naceur.
Mohamed Ennacer Latrèche, né le 29 mai 1956 à Redeyef en Tunisie, est un militant de l'islam politique, franco-algérien. Il est le fondateur du Parti des musulmans de France (PMF).

## Biographie
Son père Kennazi Latrèche (mort en 2002) est un membre de la communauté musulmane de Strasbourg. Dans les années 1970, lors de ses études théologique à Damas, à l'institut Al-Fath fondé par le cheikh Salah Al-Farfour, il suit un enseignement traditionnel et conservateur. Il passe sept années en Syrie.

### Fondation du PMF
De retour en France, il fonde le 30 avril 1997, le Parti des musulmans de France (PMF), un mouvement créé à Strasbourg pour « libérer les musulmans de France de l'influence du Parti socialiste » qu'il juge « sionisé » , et pour proposer une politique aux « 7 millions de musulmans qui ont renoncé à rentrer dans leur pays ». Il se dit  « sympathisant » du Hamas et du Hezbollah. À travers le PMF, il souhaite fédérer les musulmans de France et les amener à développer une conscience politique.[réf. souhaitée]
Les candidats ont obtenu[Quand ?] moins de 1 % des voix aux élections législatives en Alsace. Mais avec environ 2000 adhérents revendiqués, il représenterait une force non négligeable. Selon certains spécialistes, il pourrait en fait compter sur un peu plus de 500 militants.[réf. souhaitée]
Mohamed Enacer Latrèche participe de façon active à la vie du parti (il est tête de la liste du PMF lors des élections municipales et cantonales à Strasbourg[Quand ?]) et intervient sur le site Internet officiel du PMF, où il dénonce l'emprise de la « nébuleuse sioniste » sur les institutions musulmanes de France[réf. nécessaire].

### Soutien à l'Irak
Au printemps 2003, il se rend en Irak se portant volontaire pour être « bouclier humain ». Sa présence, ainsi que celle de plusieurs personnalités, était destinée à manifester son soutien au peuple irakien et à dénoncer l'intervention américaine en Irak.
Selon Jean-Claude Meyer : « Les organisations démocratiques ne veulent laisser aucune ambiguïté. Mohamed Latrèche soutenait Saddam Hussein. Il est allé plusieurs fois en délégation à Bagdad et a tenté de monter une opération de boucliers humains. ».
Dans le cadre des actions de soutien, il organise notamment le 26 octobre 2002 à Paris une journée du PMF centrée sur la question irakienne. On y compte Serge Thion, qui présente Le Manifeste d'Ariel Sharon ; Les origines du génocide actuel des Palestiniens, un ouvrage édité par le PMF, le Parti de la France plurielle (PFP), l'Arab Commission of Human Rights, l'association La Pierre et l'Olivier, et le Collectif de la Communauté tunisienne en Europe (présidé par Monder Sfar). Les autres intervenants principaux sont le président du PMF et Bernard Cornut, polytechnicien et ingénieur, opposant à l'embargo contre l'Irak[réf. nécessaire].

### Lutte contre la loi d'interdiction du voile à l'école
Concernant les mesures gouvernementales sur la laïcité, il organise en 2003 et 2004 des manifestations en France contre la loi française sur les signes religieux visibles. Lors d'une manifestation, il déclare : « Bravo à toutes les sœurs voilées et non voilées [...]. Vous avez osé sortir. C’est comme ça que vous gagnerez ». Il dénonce la loi contre l'interdiction du port du voile à l'école comme une nouvelle humiliation contre les musulmans et il multiplie les interventions dans les journaux et à la télévision : « Celui qui nous insulte, il faut le terroriser politiquement » lance-t-il au président Jacques Chirac, en particulier lors de la manifestation du 17 janvier 2004 à Paris.[réf. souhaitée]

### Antisioniste et non-antisémitisme
Antisioniste, Mohamed Ennacer Latrèche publie, en 2002, en collaboration avec le « négationniste tunisien Mondher Sfar » et La Pierre et l’Olivier, un groupe intitulé « Le Manifeste judéo-nazi d’Ariel Sharon », qui cite des propos violemment racistes tenus par un officier israélien et issus d'un des interviews de l'ouvrage Voix d'Israël de l'écrivain Amos Oz, qu'ils attribuent à l'ancien Premier ministre israélien Ariel Sharon. Selon l'Observatoire du communautarisme, « ce texte regorge de fantasmes antisémites ».[réf. nécessaire]
Ces discours toujours accusateur de la politique israélo-américaine se veulent antisionistes, et n'ont jamais été condamné d'antisémitise malgré les multiples accusations du CRIF.
Le négationniste Serge Thion est un compagnon de route de son Parti des musulmans de France, participant à plusieurs de leurs conférences. Il intervient également sur le site Internet du parti,.
Selon Xavier Ternisien, dans le quotidien Le Monde : « Mohamed Ennacer Latrèche, président du Parti des musulmans de France (PMF) et organisateur de la manifestation en faveur du voile, professe un antisionisme obsessionnel qui cache mal un net antisémitisme ».
Selon Blandine Grosjean et Olivier Vogel, dans le journal Libération, « Mohamed Ennacer Latrèche est considéré comme un antisémite notoire. »

#### Acharnement du CRIF et de la LICRA sans suite
Le 22 janvier 2004, la LICRA et le CRIF portent plainte pour des supposé propos jugés racistes et antisémites. Le ministre Dominique Perben demande au procureur de la République de Paris d'ouvrir une enquête sur les propos tenus par Mohamed Latrèche et, en 2005, il est mis en examen pour « provocation à la discrimination, à la haine ou à la violence raciale ». « Le parquet de Paris avait finalement rendu un non-lieu ».

### Positionnement politique
Le parti critique la gauche et la droite, et ne rentre pas dans le conformisme de s'opposer à l'extrême droite et aux droites nationalistes du fait de positions communes sur l'Irak. En 2003, peu de temps avant la guerre d'Irak, Mohamed Ennacer Latrèche part ainsi en Irak au côté de Hervé Van Laethem, l'un des dirigeants du mouvement d’extrême droite belge Mouvement Nation et ex-dirigeant de L'Assaut, groupuscule néo-nazi, dans le but de dénoncer l'opération militaire des États-Unis et d'apporter son soutien aux populations civiles, victimes de 12 années d'embargo. Lors de l'élection présidentielle française de 2007, il ne se prononce pas sur le vote Front national[réf. nécessaire].
Selon Jean-Claude Meyer, l'un des chefs de file locaux de la LCR (en 2004), « il parle sans cesse de l'« illégitimité d'Israël » et, d'une manière générale, utilise l'islam à des fins politiques qui sont celles de l'extrême droite arabo-musulmane, ou européenne, d'ailleurs ».

## Islamisme
En 2004, le journal Le Monde note : « En région parisienne, la jeune garde qui l'entoure est composée de militants chiites durs, proches du Hezbollah libanais. À Strasbourg, il a longtemps rallié à ses manifestations des militants du parti islamiste turc Millî Görüş ».
En 2014, ses avoirs financiers sont gelés par arrêté ministériel (publié au Journal officiel) pour « apologie du djihad armé terroriste »,.